# Zihuatanejo

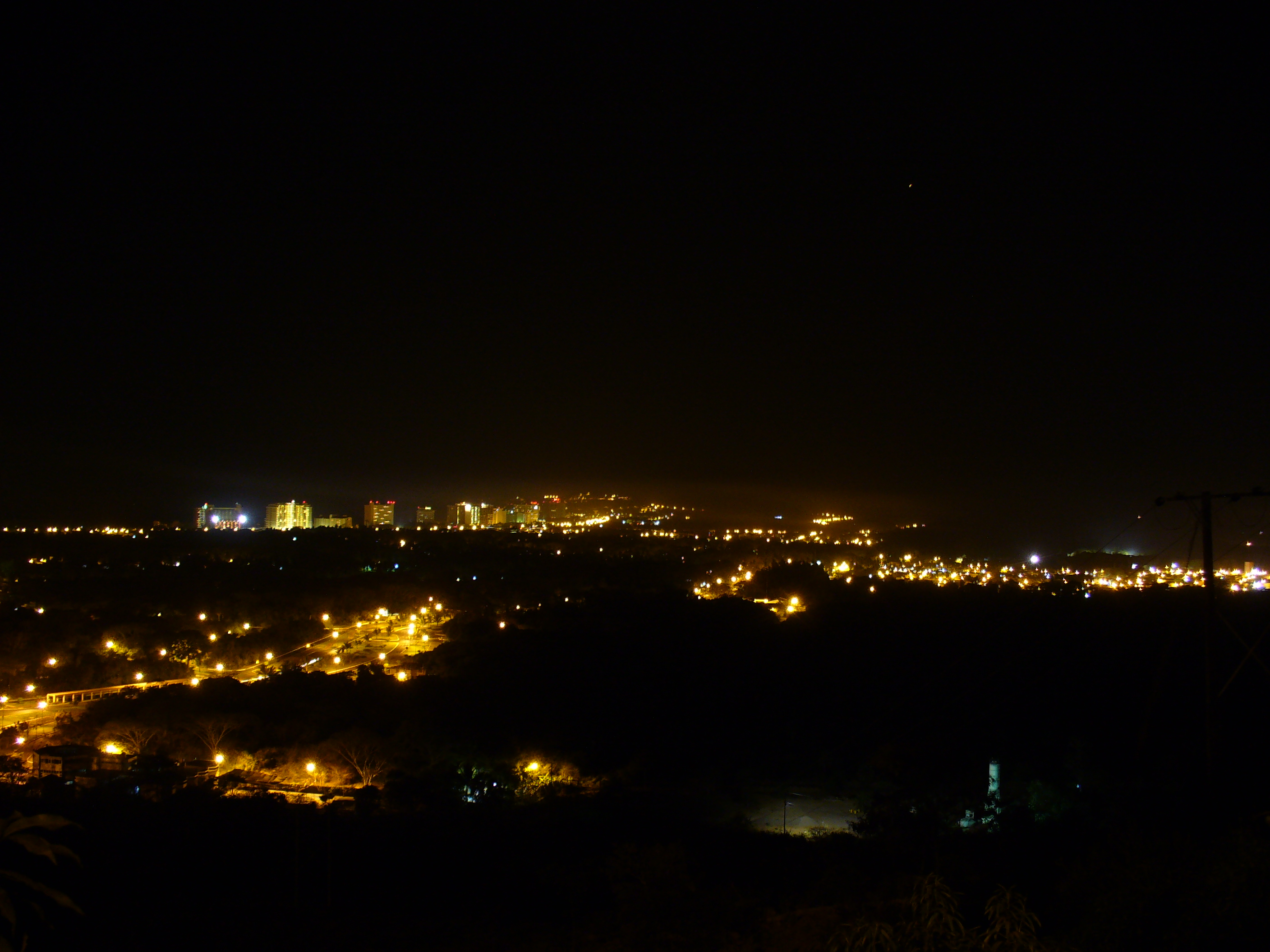
Ixtapa.

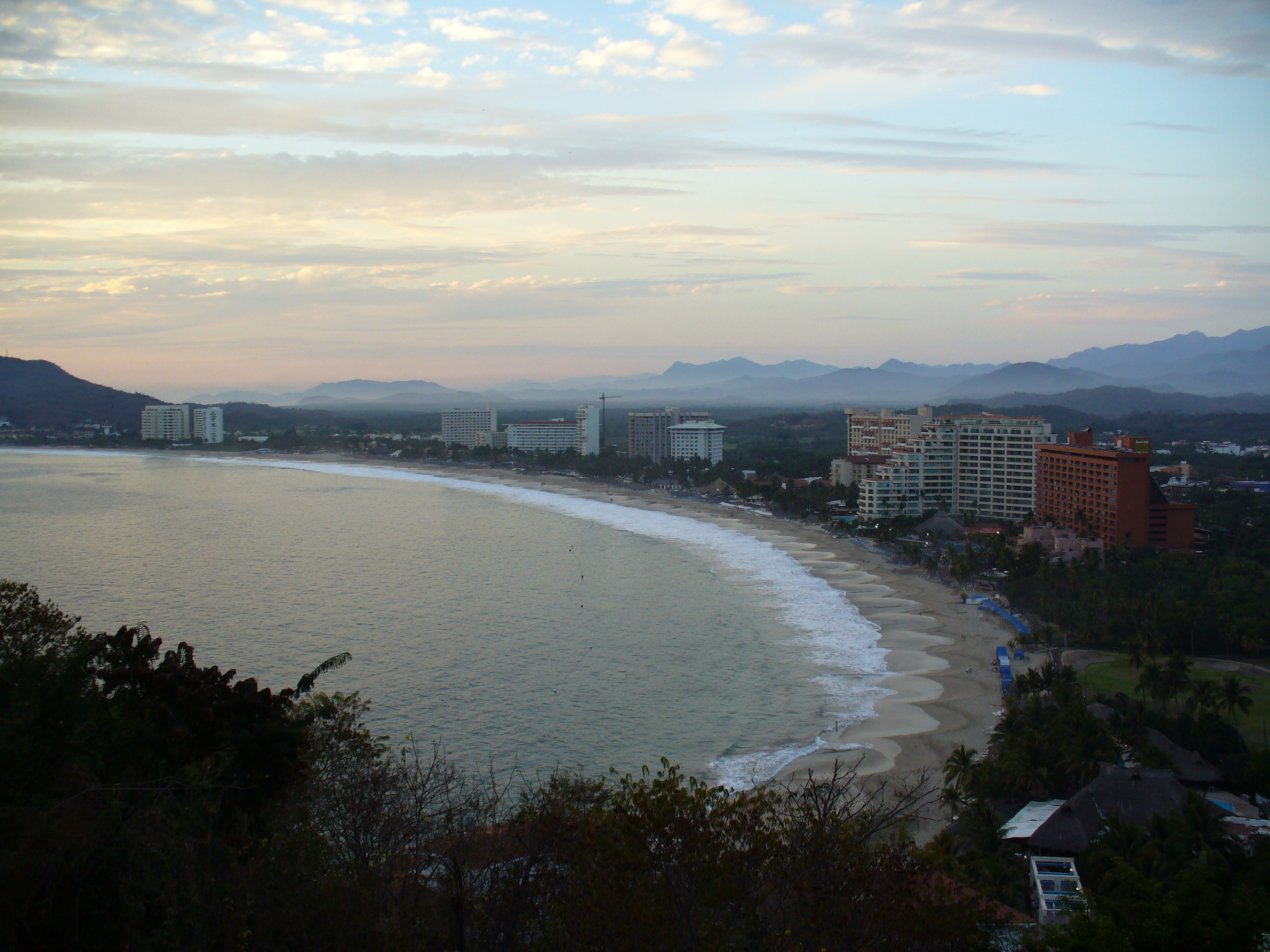
Ixtapa.

Zihuatanejo (o Zihuatanejo de Azueta) è la quarta città in grandezza dello Stato messicano del Guerrero. Amministrativamente fa parte del comune di José Azueta, nella parte occidentale del proprio Stato federale, sulla costa del Pacifico, circa a 240 km a nord-ovest di Acapulco. La moderna località turistica di Ixtapa è distante 5 km.

## Infrastrutture e trasporti
La città è servita dall'Aeroporto Internazionale di Ixtapa-Zihuatanejo.

## Amministrazione

### Gemellaggi
Zihuatanejo è gemellata con:
- Los Gatos, Stati Uniti d'America
- Collingwood, Canada
- Termini Imerese, Italia

## Citazioni
- La località è stata resa celebre dal film di Frank Darabont Le ali della libertà, e citata nel racconto lungo di Stephen King intitolato Rita Hayworth e la redenzione di Shawshank, incluso nella raccolta Stagioni Diverse, da cui il film è tratto.
- Viene citata nell'episodio Approvazione di Private Practice.
- Viene citata nell'episodio Chuck Vs La Rockstar di Chuck.
- Viene citata spesso nella serie The Last Man on Earth.
- Viene citata nel film Un treno per Durango del 1968.
- Viene citata nella serie Tv statunitense E alla fine arriva mamma.